# Silver Ash
Silver Ash est un groupe Chinois de rock en activité depuis 2000.

## Historique
Silver Ash est un groupe de style visual kei mais d'origine chinoise, né à Beijing (Pékin) dont la formation remonte à 1999, dont le parcours fut (et l'est toujours) des plus difficiles. À l'époque formé de cinq membres Ling (voix), Zheng (batterie), Hong (basse), Lucy (guitare) et Nancy (guitare). Ils sortent alors une démo du nom de "Organum". Peu de temps après, Nancy quitte le groupe pour poursuivre ces études au Canada lorsque Silver Ash décroche un contrat avec Scream Record étant un sous-label de Jingwen Records produisant les groupes de rock, punk et metal en général. Par la suite tout va très vite pour Silver Ash : leur premier album intitulé tout simplement "Silver Ash" sort l'année suivante, peu après ceux-ci sont conviés à se produire à "The Ark" à Shanghaï. Par malheur, celui-ci n'aura pas lieu pour cause d'inadaptation la taille des lieux.
En 2002, Lucy quitte le groupe pour conflit sur le plan musical et se fait remplacer par Yue en mai de la même année. 2003, Silver Ash produit un mini album du nom de "Never End", la même année Scream Records collabore avec son homologue américain dans le but d'une tournée aux États-Unis. Comble de malheur, 2003 est l'année où la pneumonie atypique fait le plus parler d'elle dans les médias mondiaux et la tournée est annulée. En août Silver Ash est à nouveau convié à "The Ark" de Shanghaï. La représentation n'a encore pas lieu, mais cette fois-ci, l'arrêt fut donné par l'autorité gouvernementale.
Fin de l'année Hong quitte la formation pour être remplacé par Yu.
2004, alors que Silver Ash est censé se produire au Pacific Media Expo (USA) après la sortie de leur deuxième album, le groupe est expulsé du label Scream Records en raison du fait que ceux-ci composaient des titres dont le contenu s'opposait aux mœurs du gouvernement actuel chinois (comme l'opression sur la liberté s'expression) et se retrouve sans maison de production. Pour des raisons de passeport est de visa Silver Ash est dans l'impossibilité de produire ailleurs qu'en Chine, quand ceux-ci peuvent se le faire...
Pour le moment Silver Ash est normalement toujours en activité mais en indépendant, cependant ils ont reçu des propositions de label japonais comme Avex Trax, Toshiba-Emi avec lesquels ils n'ont pas pu signer pour les éternels et perpétuels problèmes gouvernementaux...
Aux dernières nouvelles, Silver Ash s'est produit avec le groupe japonais La'Crima Christi et ceux-ci ont été repérés par le label SWEET-CHILD.
Musicalement, on sent en Silver Ash l'influence de grande pointure de la scène japonaise tels X-JAPAN, Malice Mizer, Luna Sea ou Dir en Grey à leur début. Le groupe compose des titres qui sonnent très "oldies" et peu originaux tout en se laissant écouter sans trop de concession. Les paroles et la musique sont sombres et voilées. À ses débuts Silver Ash optait pour des inclusions de sons classiques prédominants alors qu'au fil des fins, les accords de piano sont toujours présents mais se mêlent à des tons plus bourrins. Le fait que les titres soient chantés en mandarin et quelquefois en anglais, n'enlève rien à l'atmosphère mélancolique du groupe, variant entre ballades morceaux plus énergiques et titres tirant plus sur le bourrin.
Silver Ash possède des musiciens talentueux qui ont peu à envier aux autres productions du milieu "visual kei".
Visuellement, les membres de Silver Ash entrent dans les standards du visual avec un look très dark et soigné où le noir prédomine essentiellement.
Le seul regret que l'on peut avoir sont les désaccords gouvernementaux auxquels se heurte le groupe et qui les empêchent grandement d'avancer et d'exploiter leur potentiel jusqu'au bout...
Cependant, ils n'empêchent nullement à Silver Ash d'avoir séduit bon nombre de partisans durant son parcours semé de vraiment beaucoup d'embûches.
2007 marque le retour sur scène de Silver Ash.
Un nouveau PV sort du nom de 海的女儿 ou Hai de nu'er que l'on peut traduire par "la fille de la mer", une belle ballade pop-rock dans la lignée de leur album "Yin se hui chen wei jin ji", un style tout à fait sage et conventionnel. On note aussi la venue d'un nouveau membre Bai Niao (Keyboards, présent depuis l'album "Yin se hui chen wei jin ji"). Si cet aspect de retour à la "normale", avec ce nouveau titre, peut décevoir les fans des premières heures de la formation, il n'empêche que le groupe reprend réellement du service (sans problème espérons-le), en annonçant une tournée en coupling avec les groupes japonais Rice et Gram Maria en Chine le 13 octobre de l'année.
Malgré l'absence d'albums officiels, le groupe reste très actif sur la scène rock underground chinoise avec des participations à des events rock, comme peuvent en témoigner les actualisations fréquentes du blog de Ling (leader, Vocals).
Durant leur live, Silver Ash jouent aussi bien des morceaux de leur anciens albums que ceux qui se démarque de leur épopée Visual Kei, et ce n'est pas pour déplaire le public.
(source : nautiljon)

## Formation

### Membres actuels
- Chant et leader : Ling
- Guitare : Yue
- Basse : Yu
- Batterie : Zhen
- Keyboards : Bai Niao

### Anciens membres
- Guitare : Nancy (parti en 2000)
- Guitare : Lucy (parti en 2002)
- Basse : Hong (parti en 2003)

### Discographie
1999 - Demo tape : In organum
2002 - album : Silver Ash
2003 – maxi single : Never End
2004 – mini album : Out of control
2005 – album : Yin se hui chen wei jin ji